# Honorarberatung
Mit Honorarberatung wird eine Beratung in Finanz- und Vermögensfragen bezeichnet, bei welcher der Berater keine Provisionen oder sonstige Vergütungen der Produktanbieter erhält, sondern stattdessen ein Honorar vom Beratungsempfänger.

## Begriff
Der Begriff „Honorarberatung“ und „Honorarberater“ ist nach der deutschen Rechtsprechung im Kontext mit Finanzen (u. a. Versicherung, Immobilienfinanzierung, Finanzberatung, Vermögensberatung, Anlageberatung, Altersvorsorge) geschützt. Zuletzt wurde dies in einem Urteil vom Landgericht Dresden (AZ 42 HK O 58/20) bestätigt.

## Inhalte einer Honorarberatung
Honorarberatung versteht sich als eine Form der Vergütung derivativer Finanzdienstleistungen (Beratung und Vermittlung von Finanzprodukten). Im engeren Sinne wird bei einer Honorarberatung eine Empfehlung bezüglich finanzieller Entscheidungen hergeleitet, dem Beratenem erläutert und diese Tätigkeit ausschließlich vom Beratenen durch ein Honorar entlohnt. Honorarberater bieten meist ein kostenloses Erstgespräch an, welches den potenziellen Beratungskunden zu nichts verpflichtet. Thema einer solchen Beratung können Fragen zu Investitionen, Versicherungen, Darlehen und anderen Finanzprodukten sein, bis hin zu einer ganzheitlichen privaten Finanzplanung.
Honorarberatung im weiteren Sinne schließt neben der Beratung noch die Vermittlung originärer Finanzdienstleistungen (Finanzprodukte) mit ein. Beispielsweise die Vermittlung von Finanzprodukten, Unterstützung bei der Abwicklung von Versicherungsfällen oder aktive Vermögensverwaltung. Solche Dienstleistungen stellen keine Honorarberatung im engeren Sinne mehr da, denn es steht nicht mehr die Herleitung einer Empfehlung im Mittelpunkt, sondern die Erbringung einer Managementleistung. Werden diese Dienstleistungen durch einen Honorarberater erbracht, wird dennoch von Honorarberatung gesprochen.
In der Praxis erfährt der Begriff Honorarberatung prozessuale (z. B. Provisionsauskehrung) und zielorientierte (z. B. nachhaltige Betreuung / ausschließlich im Kundeninteresse) Erweiterungen.

## Merkmale
Eine Honorarberatung zeichnet sich durch folgende Merkmale aus:
1. Der Grundsatz der Unabhängigkeit des Beraters (gemäß den Grundsätzen ordnungsmäßigen Finanzberatung) wird in der Weise erfüllt, dass die Leistungserstellung nicht durch Eigeninteressen oder Interessen Dritter beeinträchtigt wird.
2. Die Leistungen des Beraters bzw. des Beratungsunternehmens werden ausschließlich durch ein – vorab vereinbartes – Honorar vergütet, das der Kunde an den Berater bzw. das Beratungsunternehmen zahlt.
3. Leistungen Dritter, z. B. Provisionen, sind nicht Teil der Vergütung des Beraters bzw. des Beratungsunternehmens für die Leistungen für seinen Kunden.
4. Solche Leistungen Dritter werden – kommen sie in den Einflussbereich des Beraters oder Beratungsunternehmen – dem Kunden der Art und Höhe nach ausgewiesen und in geeigneter Weise rückvergütet.
5. Die Art und Höhe der Honorar erfüllt das Prinzip der Neutralität der Entlohnungshöhe vom Beratungsergebnis.[6]

## Formen der Honorarberechnung
Am Markt treten verschiedene Honorarformen auf, teilweise auch in Kombination miteinander:
- Zeithonorar: Es wird ein Stundensatz vereinbart.
- Pauschalhonorar: Es wird vorab eine pauschale Summe als Honorar vereinbart. Diese Honorarform findet sich z. B. bei Beratungen zu klar umrissenen Themen, z. B. „Tarifoptimierung der Kfz-Versicherung“. Manche Honorarberater führen einen Katalog an pauschal honorierten Serviceleistungen, ähnlich einer Gebührenordnung oder erheben ein wiederkehrendes Betreuungshonorar.
- Umsatzhonorar: Das Honorar bemisst sich an der Prämienhöhe des vermittelten Vertrages.
- Anteil des vorhandenen Vermögens: Das Honorar errechnet sich als Prozentsatz des Vermögens, z. B. 1 %. Dabei wird oft nur das liquide Vermögen in Fonds und Vermögensverwaltungen eingerechnet, nicht aber das Immobilienvermögen oder Lebensversicherungen.
- Mengenhonorar: Das Honorar erhöht sich durch jede in die Beratung einzubeziehendes, schon bestehendes Finanzprodukt, z. B. „50 € pro Lebensversicherung“.
- Einkommenshonorar: Das zu zahlende Honorar errechnet sich als Prozentsatz aus dem laufenden Einkommen des Haushalts.
- Erfolgshonorar: Bei Erreichen bestimmter Ziele, z. B. Rendite- oder Risikokennziffern, wird das Honorar fällig.

## Vorteile der Honorarberatung
Finanzdienstleistungen wie Geldanlagen, Kredite und Versicherungen sind komplexe Produkte, deren Wirkungsweise und Sinnhaftigkeit für einen Verbraucher nur eingeschränkt verständlich ist. Daher nehmen Verbraucher in der Mehrzahl der Fälle eine Finanzberatung in Anspruch.
Erfolgt diese Beratung durch den Produzenten des Finanzproduktes selbst (z. B. Bankangestellte oder Versicherungsvertreter) oder durch einen Vermittler (z. B. Versicherungsmakler, Anlageberater, Finanzvertrieb), so ist die Beratung Teil des Vertriebsprozesses und wird dem Kunden nicht gesondert in Rechnung gestellt. Die Entlohnung des Beraters erfolgt durch Abschluss- und Bestandsprovisionen, die aus dem im Finanzprodukt enthaltenen Kosten finanziert werden und oft dem Beratenem nicht oder nur teilweise bekannt sind.
Der Berater kann dabei in einen Entscheidungskonflikt geraten: Einerseits erwartet der Kunde eine fachgerechte Beratung und eine für ihn sinnvolle Empfehlung. Andererseits hat der Berater eigene Verdienstinteressen oder evtl. Umsatzvorgaben durch seinen Arbeitgeber. Dies kann dazu führen, dass ungeeignete aber hoch verprovisionierte Produkte bevorzugt empfohlen werden, Produkte mit höherem Kundennutzen aber geringen Provisionen verschwiegen werden.
Bei einer Honorarberatung soll dieser Konflikt durch den Verzicht auf Provisionen aufgelöst werden. Die Zahlung eines Honorars soll zu einer Beratung frei von Eigeninteressen des Beraters führen, also nur die Interessen des Beratenen berücksichtigen. Da die Höhe des Honorars dem Beratenen i. d. R. in voller Höhe bekannt ist, herrscht für den Verbraucher bei einer Honorarberatung Kostentransparenz. In der Anlageberatung können Honorarberater daher auch provisionsfreie Produkte berücksichtigen, z. B. ETFs. Honorarberater können ohne Interessenkonflikt Mandanten von Neuinvestitionen abraten und stattdessen das Tilgen von Schulden empfehlen.

## Nachteile der Honorarberatung

### Fälligkeit des Honorars auch bei Nicht-Akzeptanz der Empfehlung
Der Anspruch eines Honorarberaters auf das Honorar entsteht durch einen schriftlich oder mündlich geschlossenen Vertrag mit dem Beratenen. Hat der Honorarberater seine Empfehlung gegeben und erläutert, ist das Honorar grundsätzlich fällig. Anders als bei der Provisionsberatung, ist die Fälligkeit des Honorars unabhängig davon, ob der Beratene der Empfehlung folgt und diese umsetzt. Das Honorar muss auch gezahlt werden, wenn der Beratene den Rat ablehnt. Bei einer Provisionsberatung wird die Provision i. d. R. nur fällig, wenn es zu einer Umsetzung, also dem Kauf eines Finanzproduktes kommt. Ansonsten ist die Beratung kostenfrei.
In vielen Ländern, z. B. Deutschland, muss eine Provision sogar dann ganz oder anteilig zurückerstattet werden, wenn der Vertrag vom Kunden nach Abschluss wieder storniert wird. Diese u. U. mehrjährige Haftung für die Beständigkeit der Umsetzung ist bei der Honorarberatung nicht gegeben und führt zu einer deutlichen Schlechterstellung des Kunden z. B. bei der Vermittlung von Versicherungsverträgen.

### Sofortige Fälligkeit des Honorars in voller Höhe
Bei der Vermittlung von Finanzprodukten mit ratierlicher Zahlung einer Prämie (z. B. eine Berufsunfähigkeitsversicherung), wird die Provision dem Kunden nicht sofort in voller Höhe berechnet, sondern über einen Zeitraum von bis zu mehreren Jahren aus der Prämienzahlung stückweise geleistet. Bei einer Honorarberatung ist das Honorar grundsätzlich in voller Höhe fällig, eine ratierliche Zahlung ist unüblich.

### Interessenkonflikte durch Honorarzahlung
Auch in der Honorarberatung können Interessenkonflikte zwischen Berater und Beratenem auftreten. Die Berechnung eines Honorars als Prozentsatz des verwalteten Vermögens führt zu Interessenkonflikten, wenn es objektiv sinnvoller wäre Darlehen zu tilgen oder in eine Rentenversicherung einzuzahlen, statt liquides Vermögen zu bilden. Der Berater kann auch im Konflikt zwischen der Einhaltung der Risikovorgaben des Kunden und der Erreichung des Renditezieles stehen, von letzterem hängt aber seine Honorarhöhe ab. Ein Honorarberater kann generell geneigt sein, eine Lösung vorzuschlagen die langfristig zahlreiche Nachjustierungen und Folgeberatungen notwendig macht, statt einer weniger beratungsaufwendigen Alternative.

### Rückgang von Angebot und Nachfrage an Beratung
In Ländern, in denen die Honorarberatung per Gesetz als einzige Beratungsform durch Verbot der Provisionsberatung erzwungen wurde, wird ein hoher Rückgang der Zahl der Berater beobachtet. Die verbleibenden Berater erzielen Honorare, die von Haushalten mit geringem bis durchschnittlichem Einkommen nicht bezahlt werden können oder wollen. Finanzberatung findet für diese Personenkreise nur noch eingeschränkt statt, Finanzprodukte werden beratungslos über das Internet gekauft. Es wird ein deutlicher Rückgang in der Versorgung breiter Bevölkerungsschichten mit Versicherungs- und Altersversorgungsprodukten beobachtet, was Kritiker als Signal für zukünftige Armutsprobleme interpretieren und als Versagen der Honorarberatung als Instrument des Verbraucherschutzes.

## Situation in Deutschland
In Deutschland sind als Honorarberatung/Honorarberater vier Berufsgruppen gesetzlich geregelt:
- Versicherungsberater, § 34d Abs. 2 GewO (zuvor RBerG)
- Honorar-Anlageberater, § 2 Abs. 8 Satz 1 Nr. 10 WpHG (seit 2014)
- Honorar-Finanzanlagenberater, § 34h GewO (seit 2014)
- Honorar-Immobiliardarlehensberater, § 34i Abs. 5 GewO (seit 2016)

Die Honorarberatung über Vermögensanlagen ist ab dem 1. August 2014 durch das Honoraranlagenberatungsgesetz geregelt und erlaubnispflichtig. Wie auch bei der Anlageberatung gegen Provision, sind zwei alternative Wege der Zulassung und Überwachung möglich. Ein Berater, der sich bei seiner Beratung auf Investmentfonds und geschlossene Investmentvermögen beschränkt, wird als Honorar-Finanzanlagenberater bezeichnet und vom örtlichen Gewerbeamt zugelassen und überwacht. Ein Honorarberater, der alle Finanzinstrumente in seiner Beratung berücksichtigen will, also z. B. auch Aktien oder Zertifikate, muss sich von der Bundesanstalt für Finanzdienstleistungsaufsicht (BaFin) als Honorar-Anlagenberater zulassen und überwachen lassen. Hierzu führt die BaFin ein Register Unabhängiger Honorar-Anlageberater nach § 93 Abs. 1 WpHG. Beide Beratertypen unterliegen denselben Anforderungen an Qualifizierung und Zuverlässigkeit wie Anlageberater mit Provisionseinkünften und werden ebenso in den öffentlichen Melde- und Beschwerderegistern.

## Situation in Österreich
In Österreich ist der Bekanntheitsgrad der Honorarberatung um einiges niedriger als in Deutschland. Das betrifft sowohl den Versicherungs- als auch den Bankbereich. Eine aktuelle Studie der AXA Investment Managers ergab allerdings, dass 56 % der Befragten bereit sind für fundierte Finanzberatung Honorare zu bezahlen. 75 % der Befragten gaben jedoch 100 Euro als Obergrenze bei der Honorarberatung an. Interessensvertretungen der Honorarberater sind beispielsweise der Verein der österreichischen Honorarberater oder der Verbund deutscher Honorarberater (VDH), der derzeit am Markteintritt in Österreich arbeitet. Das erste Bankhaus, das die Honorarberatung anbietet, ist die Capital Bank, die diese Dienstleistung im Jahr 2005 in ihr Angebot aufgenommen hat.